# Dicranopygium atrovirens
Dicranopygium atrovirens là một loài thực vật có hoa trong họ Cyclanthaceae. Loài này được (H.Wendl.) Harling miêu tả khoa học đầu tiên năm 1954.